# Эйблман, Пол
Пол Эйблман (англ. Paul Ableman; 13 июля 1927, Лидс, Йоркшир, Великобритания — 25 октября 2006, Лондон, Великобритания) — британский новеллист и драматург и сценарист.

## Биография
Пол Эйблман родился в 1927 году в семье ортодоксальных евреев. Его отец, Джек Эйблман, был портным. Его мать, Гертруда, мечтала о карьере актрисы. Он оставила мужа и переселилась в Лондонский район Хэмпстед. Детство Пола прошло в Нью-Йорке, куда перебралась его мать с отчимом. Там он окончил Stuyvesant High School, а в возрасте 18 лет вернулся в Англию. Отслужил в армии. Затем Пол поступил в Королевский Колледж (англ. King's College London), но не окончил его. Вместо продолжения образования он отправился в Париж, где писал эротические рассказы.
Его первым литературным опытом, однако, стала пьеса «Even His Enemy», написанная им в 1948 году совместно с матерью. В 1951 году она была успешно поставлена сцене и шла под названием «Letters to a Lady».
В 1958 году Эйблман опубликовал роман «Я слышу голоса» (англ. I Hear Voices), написанный в стиле модернизма и явно под влиянием таких метров литературы, как Франц Кафка, Джеймс Джойс и Сэмюэл Беккет.
В 1960-е годы Пол Эйблман встал под знамёна сексуальной революции. Он написал и опубликовал книгу «The Mouth and Oral Sex» (1969). Книга была снабжена иллюстрациями, в частности работами Магрита и Китагавы Утамаро. За публикацией последовало судебное разбирательство, в ходе которого и автор и его книга были оправданы.
В 1970-е и 1980-е годы он активно сотрудничает с BBC: пишет для ситкомов «Shoestring», «Last of the Summer Wine», «Minder», «Dad’s Army». Эйблман также написал сценарий к одному из эпизодов популярного сериала «Непридуманные истории» (англ. Tales of the Unexpected, 1979—1988).

### Семья
Пол Эйбман был женат дважды. Его первый брак, заключённый в 1958 году с Тиной Каррс-Браун (англ. Tina Carrs-Brown) окончился разводом. В браке родился сын. Во второй брак он вступил в 1978 году с Шейлой Хаттон-Фокс (англ. Sheila Hutton-Fox), с которой прожил до конца своих дней. В этом браке у него также родился сын.

### Пьесы
- 1966 — Green Julia
- 1966 — Tests
- 1968 — Blue Comedy: Madly in Love, Hawk’s Night

## Отзывы
Пол был не только потрясающим писателем, драматургом, а под конец жизни ещё и мастером беллетризации телефильмов, но также был и прекрасным другом.
Оригинальный текст (англ.)Paul was not just a fascinating writer of books, plays and - later in his life - TV novelisations, he was also once a good friend.— Maxim Jakubowski, The Guardian 